# Bremsflüssigkeit

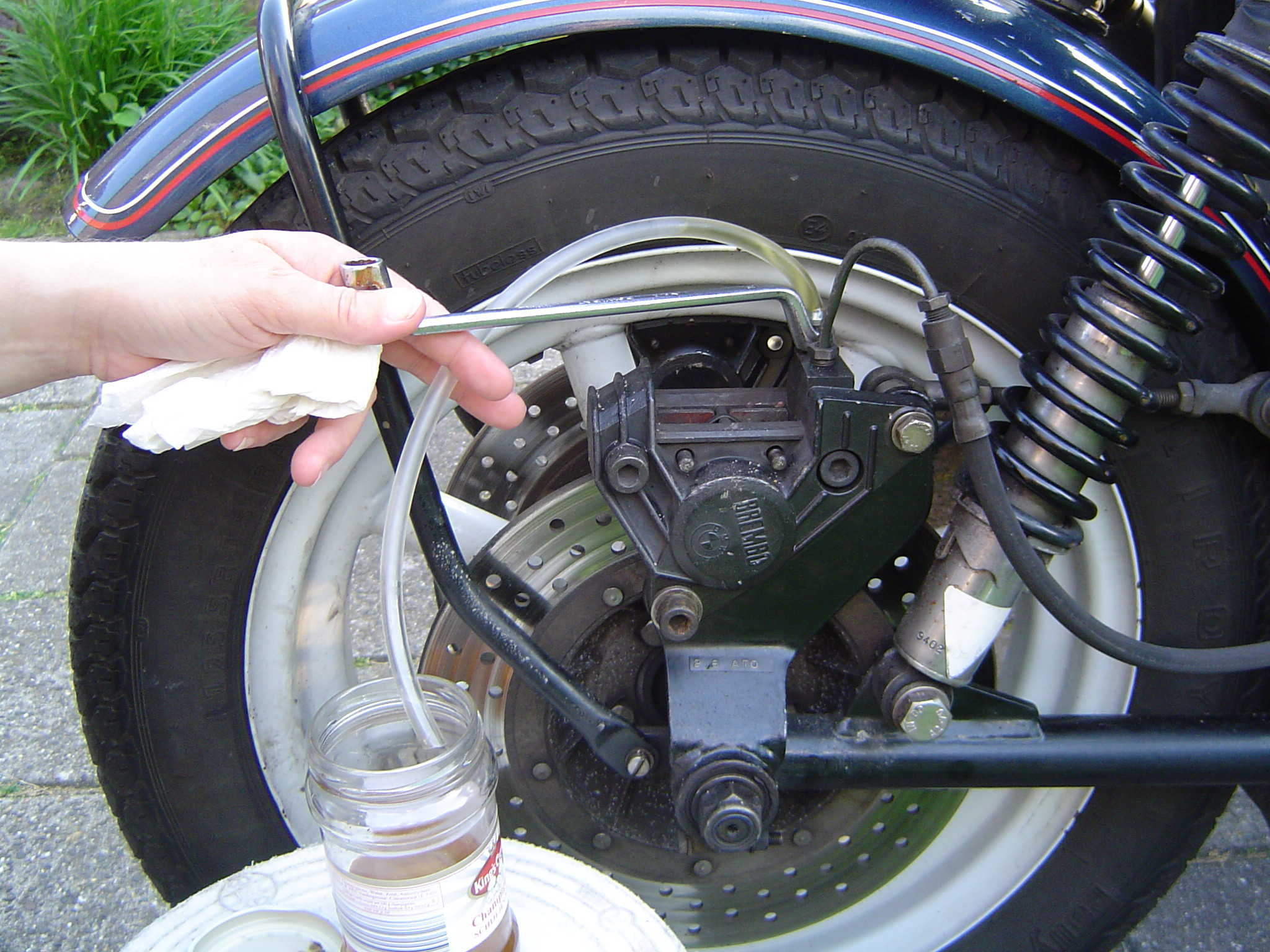
Bremsflüssigkeit bei einer Scheibenbremse eines Motorrads (Entlüftungswartungsarbeit)

Bremsflüssigkeit ist eine Hydraulikflüssigkeit auf Polyglykol-Basis, die in hydraulischen Fahrzeugbremsen verwendet wird.
Die bei Fahrradbremsen und bei früheren Fahrzeugmodellen von Citroën mit Zentralhydraulik in der Bremsanlage verwendeten Hydraulikflüssigkeiten auf Mineralölbasis werden üblicherweise nicht als Bremsflüssigkeit bezeichnet und sind nicht mit diesen mischbar.

## Grundlagen und Spezifikation
Bremsflüssigkeiten bestehen in der Regel hauptsächlich aus Polyglykolverbindungen (vor allem den Monomethylethern und Mono-n-butylethern des Triethylenglykols und des Pentaethylenglykols, zudem geringen Anteilen Diethylenglykol) sowie weiteren Bestandteilen (Korrosionsschutzmittel und Entschäumer) in geringerer Konzentration.
Seltener und in Spezialfällen (Oldtimer, Armee, Fahrräder usw.) kommen Silikonflüssigkeiten und Mineralöle zum Einsatz.
Im Wesentlichen bestehen zwei Hauptanforderungen an das Betriebsmittel: (1) zuverlässige (2) Flüssigkeit. Zur Übertragung der hydraulischen Bremskräfte muss der Aggregatszustand stets „flüssig“ (2) sein, damit das Medium inkompressibel bleibt. Bei zu hohen Temperaturen oberhalb des Siedepunktes verwandelt sich die Flüssigkeit in Dampf, welcher kompressibel ist. Bei z. B. 20 bar Druck reduziert sich das Volumen nach dem idealen Gasgesetz auf nur noch 1/20 des Anfangsvolumens. Damit wäre keine Kraftübertragung mehr möglich. Folgerichtig zielen die Hauptanforderungen darauf, dass das Betriebsmedium Bremsflüssigkeit im gesamten Betriebsbereich „flüssig“ bleibt, dass also die Siedepunkte hoch genug und die Erstarrungspunkte tief genug sind, was typisch über Viskositätsobergrenzen abgesichert wird. Mit „zuverlässig“ ist die Eignung der Flüssigkeit im Betrieb gemeint, also insbesondere die Kompatibilität gegenüber den verwendeten Materialien (z. B. Korrosionsobergrenzen gegenüber Metallen).
Neue, versiegelte Bremsflüssigkeit ist durch ihren Siedepunkt spezifiziert, der auch Trocken-Siedepunkt bezeichnet wird. Im Betrieb soll die Bremsflüssigkeit hygroskopisch das in das Bremssystem eintretende Wasser aufnehmen. Dadurch „altert“ die Bremsflüssigkeit, wobei der Siedepunkt abnimmt und die Tieftemperatur-Viskosität ansteigt.
Der Nasssiedepunkt wird nach Zumischung von ca. 3,7 % Wasser gemessen und soll die Eigenschaften der auf Polyglykolen basierenden Bremsflüssigkeiten am Ende des Lebenszyklus der vorgeschriebenen Wechselintervalle abbilden. Während der Benutzung wird der beschriebene Temperaturbereich vom Siedepunkt bis zum Nasssiedepunkt beschritten.
Das United States Department of Transportation (DOT) beschreibt im Standard Nummer 116 die Minimalanforderungen der Bremsflüssigkeiten auf Glykolbasis (DOT 3, DOT 4, DOT 5.1) und Silikonbasis (DOT 5).
| Parameter                          | DOT 3  | DOT 4  | DOT 4 LV | DOT 5.1 |
| ---------------------------------- | ------ | ------ | -------- | ------- |
| Siedetemperatur [°C]               | ≥ 205  | ≥ 230  | ≥ 250    | ≥ 260   |
| Nasssiedepunkt [°C]                | ≥ 140  | ≥ 155  | ≥ 165    | ≥ 180   |
| Viskosität bei 100 °C [mm²/s]      | ≥ 1,5  | ≥ 1,5  | ≥ 1,5    | ≥ 1,5   |
| Kälteviskosität bei −40 °C [mm²/s] | ≤ 1500 | ≤ 1800 | ≤ 750    | ≤ 900   |

In der Norm ISO 4925 sind zwischenzeitlich weitere Klassen aufgenommen, um die wachsenden Anforderungen abzubilden. Die Class 6 entspricht der als DOT 4 LV bezeichneten Klasse (die tatsächlich ausschließlich in der SAE J 1704 definiert ist und bisher nicht in der DOT-Norm enthalten ist). Seit 2020 besteht auch eine Class 7 als Schnittmenge von Class 5-1 und 6 (also Nass-Siedepunkt >= 180 °C und Kälte-Viskosität bei −40 °C < 750 mm²/s).

## Schadensbilder durch Wasseraufnahme

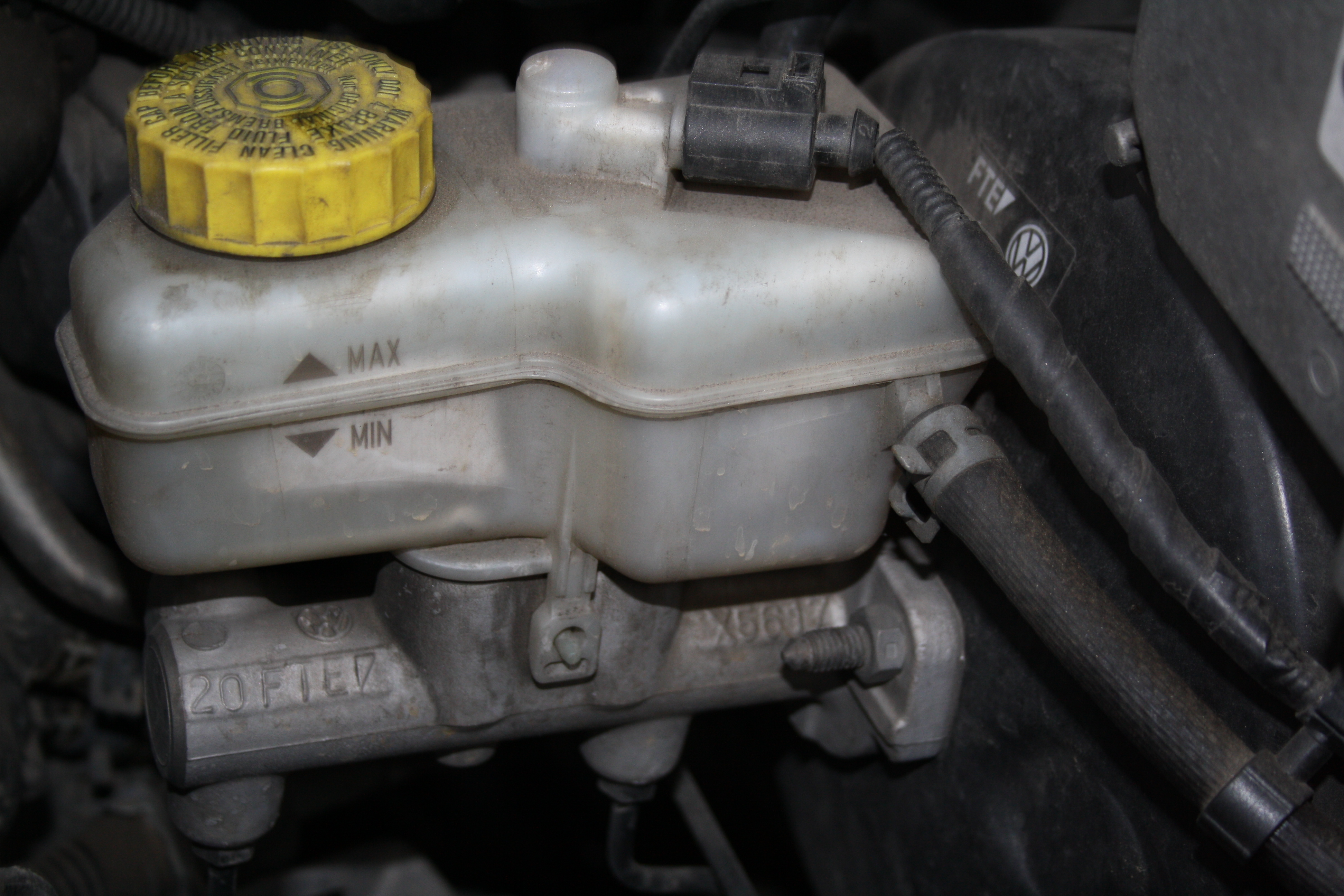
Bremsflüssigkeitsbehälter (oben) und Hauptbremszylinder (unten) in einem Škoda Fabia I

Bremsflüssigkeit ist hygroskopisch, das heißt, sie nimmt Wasser auf – beispielsweise aus der Luft (Luftfeuchtigkeit). Die Mischbarkeit mit Wasser ist erwünscht, um eine Tropfenbildung zu verhindern. Wassertropfen würden zu örtlicher Korrosion führen, könnten in gefrorenem Zustand die Bremsleitung blockieren oder sich im Bremszylinder sammeln und bei heißer Bremse verdampfen. Große Dampfblasen können einen sofortigen Ausfall der Bremsanlage zur Folge haben, da sie kompressibel sind.
Wird im hydraulischen System Mineralöl anstelle von Bremsflüssigkeit verwendet, muss konstruktiv dafür gesorgt werden, dass entweder kein Wasser in den Bremskreislauf eintreten kann oder dass sich das Wasser an Stellen sammelt, die sich nicht über 100 °C erhitzen.

### Bremsversagen
Der Siedepunkt der Bremsflüssigkeit muss stets ausreichend hoch sein, um Blasenbildung bei Erhitzung zu vermeiden. Aufgenommenes Wasser senkt den Siedepunkt der Bremsflüssigkeit.
Ein Wasseranteil von über 3 % kann bei starker Erhitzung der Bremsflüssigkeit zum Ausfall der Bremsanlage führen. Wenn der Siedepunkt erreicht ist und das Bremspedal kurz losgelassen wird, bilden sich Dampfblasen, welche die Bremsflüssigkeit aus den Leitungen zurück in den Ausgleichsbehälter drücken.
Beim nächsten Betätigen des Pedals wird dann zuerst die Dampfblase im System komprimiert, ohne Bremsdruck und damit Bremswirkung zu erzeugen, was sich in einem „Durchfallen“ des Bremspedals äußert (das Bremspedal kann schlimmstenfalls bis zum Bodenblech durchgetreten werden).
Durch wiederholtes und schnelles Nachtreten des Pedals kann die Bremswirkung zumindest teilweise wiederhergestellt werden. Ein Tandem-Hauptbremszylinder, der in sehr vielen handelsüblichen Fahrzeugen verbaut wird, ist konstruktiv so gestaltet, dass durch die Nachlaufbohrung eine Umströmung der Manschette ermöglicht wird und somit die Bremsflüssigkeit aus dem Ausgleichsbehälter nachgepumpt werden kann. Infolgedessen wird der Expansionsraum der Dampfblasen wieder verringert und die notwendige Bremskraft zur Verzögerung kann sukzessive wieder aufgebaut werden.

### Korrosion
In der Bremsflüssigkeit gelöstes Wasser fördert die Korrosion innerhalb der Bremsanlage. Durch Lochfraß wird je nach Aufbau des Bremssystems meist die Oberfläche des Bremskolbens beschädigt, so dass die Dichtmanschetten in den Radbremszylindern nicht mehr 100 % abdichten können. Gleiches gilt für die Nut im Radbremszylinder, in der die Dichtmanschette sitzt. Austretende Bremsflüssigkeit kann so auf die Bremsbeläge gelangen und einen Verlust der Bremswirkung verursachen. Im Endstadium klemmen die betroffenen Bremskolben in den Zylindern und die Bremse geht fest. Im Tandem-Hauptbremszylinder ist das umgekehrt: Hier sitzen die Manschetten auf den Kolben und laufen auf den Zylinderoberflächen. Korrodieren diese, tritt Bremsflüssigkeit aus und kann über den Bremsenservo nach unten laufen, nach einiger Zeit sichtbar an einer Rostspur, da Bremsflüssigkeit auf Glycolbasis dessen Beschichtung beschädigt und das Material angreift.
Bremsflüssigkeiten werden den Normen entsprechend Korrosionsschutzmittel zugesetzt, die jedoch bei einem Wasseranteil von über 3 % in der Wirkung nachlassen.

### Wartung
Die Siedetemperatur von Bremsflüssigkeiten kann in Werkstätten gemessen werden. Da der Wasseranteil aufgrund der Hygroskopie mit der Zeit steigt, sehen viele Wartungspläne aus Sicherheitsgründen alle zwei Jahre den kompletten Austausch der Bremsflüssigkeit vor, unabhängig von der Benutzung des Fahrzeugs und dem tatsächlichen Wasseranteil.
Unproblematisch ist Bremsflüssigkeit nach DOT 5 auf Silikonbasis. Diese ist besonders für Oldtimer von Vorteil, die nicht dauernd bewegt werden und im Winter längere Standzeiten haben. Korrosion kann aufgrund der stark hydrophoben (wasserabstoßenden) Beschaffenheit von Silikon innerhalb des Bremssystems praktisch nicht mehr auftreten. Auch eine Herabsetzung des Siedepunktes durch Wasseraufnahme findet nicht mehr statt, so dass mit DOT 5 befüllte Bremsanlagen weniger Wartung benötigen.

## Mischen von Bremsflüssigkeit
Das Mischen von DOT-3- und DOT-4-Bremsflüssigkeit ist möglich, aber generell sollte die Bremsflüssigkeit in das Bremssystem eingefüllt werden, welche auf dem Deckel des Ausgleichsbehälters spezifiziert ist oder für die eine Freigabe des Fahrzeugherstellers vorliegt.
Um eine zu DOT 3 und DOT 4 kompatible Bremsflüssigkeit mit DOT-5-Spezifikationen zu erhalten, wurde die Bremsflüssigkeit DOT 5.1 auf Glykolbasis entwickelt. DOT-5-Bremsflüssigkeit (Silikonbasis) darf mit keiner Bremsflüssigkeit eines anderen Typs gemischt werden. Jedoch ist es kein Problem, DOT 3 bzw. DOT 4 mit DOT 5.1 zu mischen, allerdings verändern sich dadurch die Siedepunkte.
Die DOT-5.1-Bremsflüssigkeit zeichnet sich einerseits dadurch aus, dass der Siedepunkt mit der Wasseraufnahme weniger stark sinkt (d. h. der Nass-Siedepunkt liegt höher, dadurch werden längere Wartungsintervalle ermöglicht). Andererseits weist diese Bremsflüssigkeit bei tiefen Temperaturen eine niedrigere Viskosität auf, wodurch Fahrdynamikregelsysteme mit aktivem Druckaufbau besser funktionieren. Sie findet daher eher Verwendung in Fahrzeugen mit Fahrdynamikregelung wie Antiblockiersystem und Antriebsschlupfregelung.
Beim versehentlichen Vermischen nicht mischbarer Bremsflüssigkeiten muss schnellstens ein Bremsflüssigkeitswechsel folgen.
Bremsflüssigkeiten aus dem Motorsport sind für den Dauereinsatz ungeeignet – sie werden beim Rennsport nach jedem Einsatz gewechselt.
Hydraulikflüssigkeit auf Basis von Mineralöl kann die Dichtungen in Bremssystemen schädigen, die für Bremsflüssigkeiten auf Polyglykolbasis ausgelegt sind.

## Spezielle Bremsflüssigkeiten im Motorsport
Für den Einsatzbereich im Motorrennsport bieten einige Hersteller Flüssigkeiten mit einem Siedepunkt über 300 °C an. Diese sind jedoch nicht für den öffentlichen Straßenverkehr vorgesehen, da sie stark hygroskopisch sind und die Flüssigkeiten oft nach jedem Renneinsatz getauscht werden müssen.

## Sicherheitshinweise
Bremsflüssigkeit ist gesundheitsschädlich und reizt Haut und Augen. Die Packung trägt meist eine Kennzeichnung mit den H-Sätzen H302 und H319. Beim Umgang mit ihr sind Schutzhandschuhe und Schutzbrille zu tragen. Weiterhin kann Bremsflüssigkeit verschiedene Materialien angreifen, und deshalb sollten Flecken auf Lack, Stoßstange, Kunststoffteilen und Reifen sofort mit reichlich Wasser entfernt werden. Verbrauchte Bremsflüssigkeit gehört in den Sondermüll.
Seit 2019 ist MTG-ortho-Borat, der Hauptbestandteil von DOT 4 Bremsflüssigkeiten und weiterführenden Klassen wie ISO class 6 oder 7 als Gefahrstoff nach H361d „suspected of damaging the unborn child“ klassifiziert. Viele Nutzer haben daher Schwangeren den Kontakt mit Bremsflüssigkeit, z. B. in Prüfständen oder bei Bremsflüssigkeitsbefüllungen oder Wechseln, untersagt.